# PGC 45380
LEDA/PGC 45380 (auch NGC 4945A) ist eine Balken-Spiralgalaxie vom Hubble-Typ SBm im Sternbild Zentaur am Südsternhimmel. Sie ist schätzungsweise 53 Millionen Lichtjahre von der Milchstraße entfernt und hat einen Durchmesser von etwa 45.000 Lichtjahren.

Im selben Himmelsareal befinden sich unter anderem die Galaxien NGC 4945 und NGC 4976.